# تحت النقيل (بني ضبيان)

تعديل مصدري - تعديل

تحت النقيل هي إحدى قرى عزلة بني ضبيان بمديرية بني ضبيان التابعة لمحافظة صنعاء، بلغ تعداد سكانها 189 نسمة حسب تعداد اليمن لعام 2004.